# Cremlingen
Cremlingen – gminy samodzielna (niem. Einheitsgemeinde) w Niemczech, w kraju związkowym Dolna Saksonia, w powiecie Wolfenbüttel.